# The Lady Is a Tramp
«The Lady Is a Tramp» — кавер-версия песни, написанной для мюзикла Babes in Arms. Издан вторым синглом из альбома Duets II американского исполнителя Тони Беннетта при участии Леди Гаги.

## Музыкальное видео
Видео представляет собой запись песни в музыкальной студии, подобным образом было снято видео на предыдущий сингл Тони Беннетта «Body and Soul» при участии Эми Уайнхаус.

## Отзывы
Данный кавер был положительно встречен критиками, они похвалили вокал Гаги в песне, назвав его «сексуальным и хамоватым».

## Чарты
| Чарт             | Высшая позиция |
| ---------------- | -------------- |
| Japan Hot 100    | 33             |
| UK Singles Chart | 188            |